# Jeanne Plateau
Pour les articles homonymes, voir Plateau.
Jeanne Plateau, née à Gand le 20 février 1877 et morte dans la même ville le 6 mai 1937, est une artiste peintre, aquarelliste, lithographe et poète belge.
Son champ pictural couvre surtout les paysages, les vues de villes, les natures mortes et les fleurs. Ses poésies sont publiés en un recueil l'année de sa mort.

## Biographie

### Famille
Jeanne (Jeanne Marie Fanny) Plateau, née rue du Casino à Gand le 20 février 1877, est la fille de Félix Plateau (d) (1841-1911), zoologiste et professeur à l'Université de Gand, et de Marie Emilie Longueville (1843-1916). Son grand-père paternel est le physicien et mathématicien Joseph Plateau. Elle demeure célibataire.

### Carrière
Jeanne Plateau ne suit pas de formation académique, mais elle est en contact avec les milieux académiques, en qualité de surveillante et monitrice de la classe de dessin pour demoiselles de l'Université de Gand. Sa carrière débute tardivement. Au Salon de Bruxelles de 1914, elle envoie La Douce paix du béguinage. Elle expose rarement, mais un envoi au Cercle artistique et littéraire de Gand est attesté lors de la XXIIe exposition de 1929.
Après la Première guerre, Jeanne Plateau réside au couvent de Houtbriel des sœurs noires de Saint-Augustin à Gand. Malade depuis un an, elle meurt à Gand le 6 mai 1937, à l'âge de 60 ans,.

## Œuvre
Jeanne Plateau dessine et peint des paysages, des vues de villes, des béguinages, des groupes d'enfants, des personnages, des fleurs et des natures mortes. Elle possède un atelier au Petit Béguinage, dans la Lange Violettestraat à Gand, où elle se rend quotidiennement. Ses aquarelles, d'un coloris matinal, sont d'une invention radieuse, souvent baignées de ciel, de rosée et d'enfance.
Elle est davantage poète que peintre, mais elle écrit durant plusieurs décennies sans vouloir publier ses écrits. En 1924, son poème Cercles paraît grâce aux encouragements de Georges Marlow qui tente de promouvoir son œuvre. Ses premiers vers sont publiés dans Le Thyrse, puis dans le Mercure de France. En 1931, elle publie une étude relative à l'écrivain Marie Closset. En 1935, c'est le peintre Lucie Jacquart qu'elle étudie dans un article paru dans L'Art et la Vie.
Le 17 juin 1932, l'Académie royale de langue et de littérature françaises de Belgique lui décerne le premier prix de poésie inédite, qu'elle partage avec Nelly Pirotte. Un recueil de ses poésies est officiellement publié en 1937, quelques mois après sa mort.
La poésie de Jeanne Plateau est riche et originale. Sa simplicité, presque sobre, exprime sa vision personnelle et spontanée : tantôt ses sourires ironiques et moqueurs, tantôt sa mélancolie souriante. Sa solitude lui dicte ses poèmes de tradition parnassienne,.